# Марія Монті
Марія Монті (італ. Maria Monti, справжнє ім'я — Марія Монтічеллі, італ. Maria Monticelli; 26 червня 1935, Мілан, Італія) — італійська актриса кіно і театру, співачка.

## Біографія
Справжнє ім'я — Марія Монтічеллі (італ. Maria Monticelli). Дебютувала в кіно у 1962 році, фільм «Canzoni a tempo di twist», зіграла близько 30 фільмів у період між 1962—2002 років.

## Фільмографія
- Canzoni a tempo di twist (1962)
- La bella di Lodi (1963)
- L'uomo che bruciò il suo cadavere (1964)
- Gli eroi di ieri, oggi, domani (1964)
- La prova generale (1968)
- Giù la testa (1971)
- La notte dei diavoli (1972)
- Cosa avete fatto a Solange? (1972)
- Vermisat (1975)
- Al piacere di rivederla (1976)
- Garofano rosso (1976)
- Novecento (1976)
- Oh, Serafina! (1976)
- Gran bollito (1977)
- Mogliamante (1977)
- Ritratto di borghesia in nero (1977)
- Piccole labbra (1978)
- La ragazza di Via Millelire (1980)
- Marie Ward — Zwischen Galgen und Glorie (1985)
- Strana la vita (1987)
- Milan noir (1987)
- Gangsters (1992)
- La medaglia (1997)
- Остання новорічна ніч (1998)
- Controvento (2000)
- Vento di ponente (2002-2003/2004)
- Zodiaco (2008)

## Джерело
- Офіційний сайт [Архівовано 30 вересня 2007 у Wayback Machine.]